# Klösterle
Klösterle is een gemeente in de Oostenrijkse deelstaat Vorarlberg, gelegen in het district Bludenz (BZ). De gemeente heeft 690 inwoners (Stand 31 December 2010) en omvat de vier dorpen Klösterle (415 inwoners), Danöfen (118 inwoners) Langen am Arlberg (69 inwoners) en Stuben am Arlberg (88 inwoners).

## Geografie
Klösterle heeft een oppervlakte van 62,31 km². Het ligt in het westen van het land.
Het dorp geniet bekendheid door het feit dat het aan de voet van de Arlbergpas gelegen is. Daarmee is het dorp een belangrijk uitgangspunt voor het bekende wintersportgebied "Arlberg", met daarin de beroemde skioorden Lech, Zürs en Sankt Anton am Arlberg.
Bartholomäberg · Blons · Bludenz · Bludesch · Brand · Bürs · Bürserberg · Dalaas · Fontanella · Gaschurn · Innerbraz · Klösterle · Lech · Lorüns · Ludesch · Nenzing · Nüziders · Raggal · Sankt Anton im Montafon · Sankt Gallenkirch · Sankt Gerold · Schruns · Silbertal · Sonntag · Stallehr · Thüringen · Thüringerberg · Tschagguns · Vandans
- Gemeinsame Normdatei: 4527855-6
- Nationale Bibliotheek van Tsjechië: ge1128061
- Virtual International Authority File: 235666508